# 解決5000番
『解決5000番』（かいけつごせんばん）は、1994年10月3日から1995年8月31日まで北海道テレビ放送（HTB）が放送していたローカル情報番組。番組開始当初は『なおこ・玉井の解決5000番』というタイトルだった。

## 概要
当時この時間帯は各局が全国ネットのワイドショーをこぞって放送していたが、それによる視聴率競争の激化とHTBがローカル番組を強化する方針を打ち出していたことから、それまでネットしていた『こんにちは2時』 を打ち切って立ち上げたが1年弱で終了、『パワーワイド』のネット受けにに戻った。
視聴者からの投稿を中心に「解決」をテーマにした生活情報を放送、札幌市内にある百貨店によるテレビショッピングコーナー「解決ショッピング」もあった。番組タイトルにある「5000番」は、投稿受付電話番号の加入者番号から名付けられたものである。

## 出演者

### 司会者

#### 1994年10月から1995年3月
- 堺なおこ（フリーアナウンサー）
- 玉井聡（獣医師、元『気分は天気』シリーズキャスター）

#### 1995年4月から8月
- 玉井聡
- 松田亜紀子(HTＢアナウンサー)

### リポーター
- 岡島加代子
- 細川美穂
- 萬谷利久子